# Abbaye de Banz
Pour les articles homonymes, voir Banz.
L’abbaye de Banz (en allemand Kloster Banz) est un ancien monastère bénédictin situé sur une colline à l’extérieur de la ville allemande de Bad Staffelstein, au nord de Bamberg dans la vallée supérieure du Main, en Bavière.

## Histoire du monastère

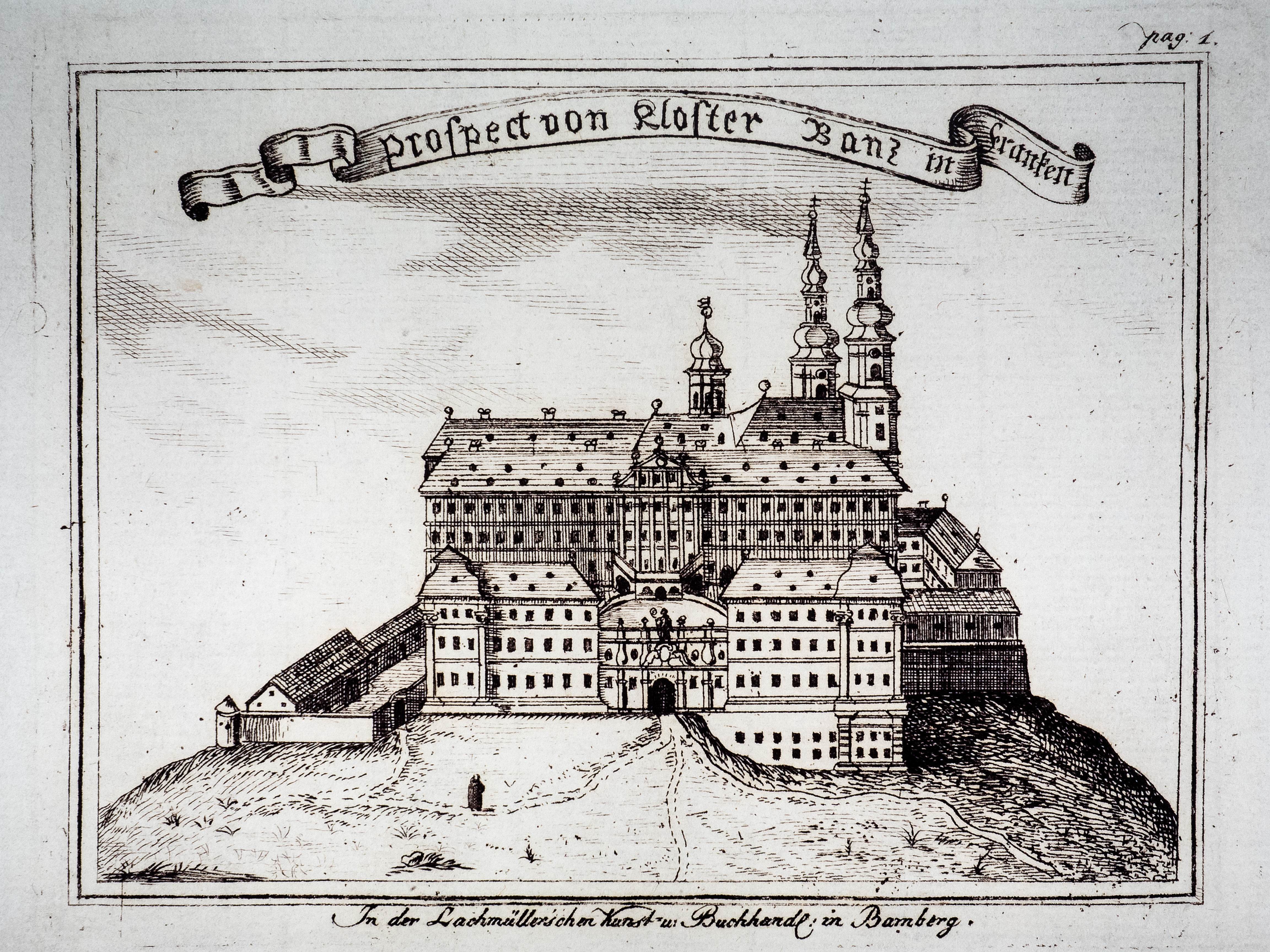
Gravure de l'abbaye de Banz.

L’abbaye a été construite au XIe siècle pour les moines bénédictins.
L’église abbatiale de Banz est l’œuvre de l’architecte Anselm Franz Freiherr von Ritter zu Groenesteyn. Après la sécularisation de l'abbaye, elle a été acquise par le duc Guillaume en Bavière en 1814.
L'ancienne abbaye appartient depuis 1978 à la Hanns-Seidel-Stiftung (Fondation Hanns-Seidel) proche de la CSU, tandis que les biens agricoles et forestiers ont été donnés par le duc en Bavière, Max Emmanuel von Wittelsbach, à sa fille, la princesse héritière Sophie de Liechtenstein.

## Illustrations

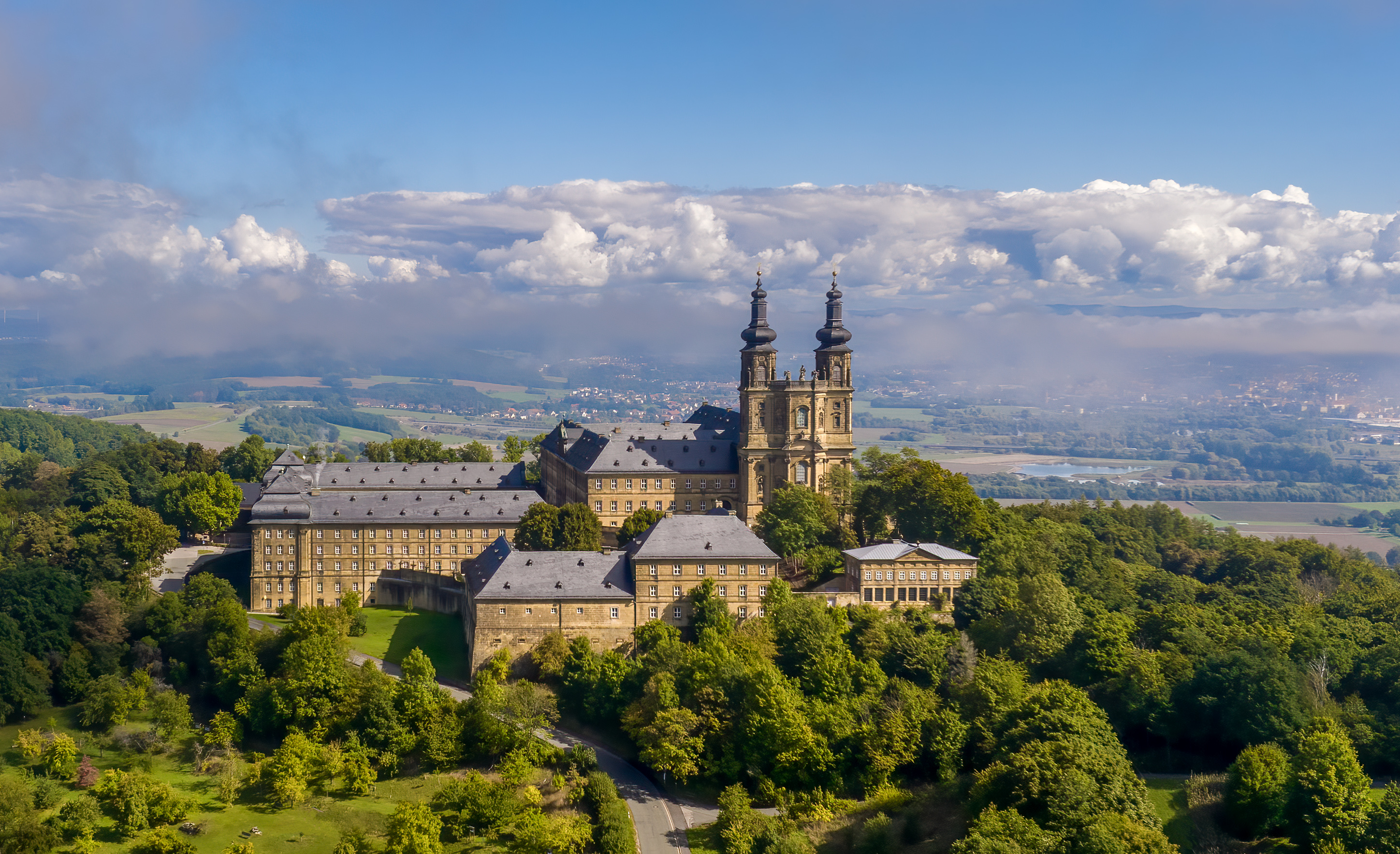
Vue aérienne
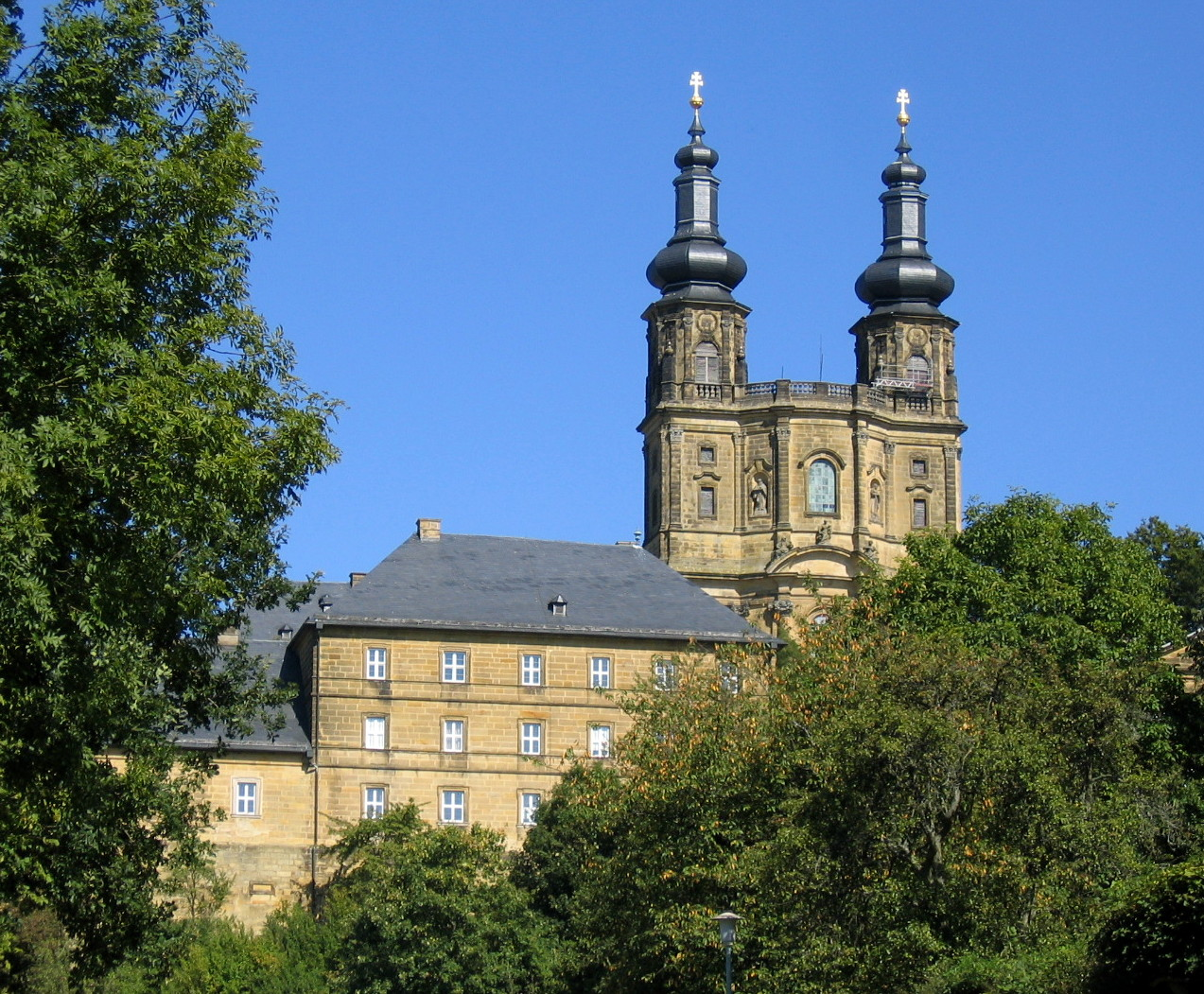
Vue de l’édifice
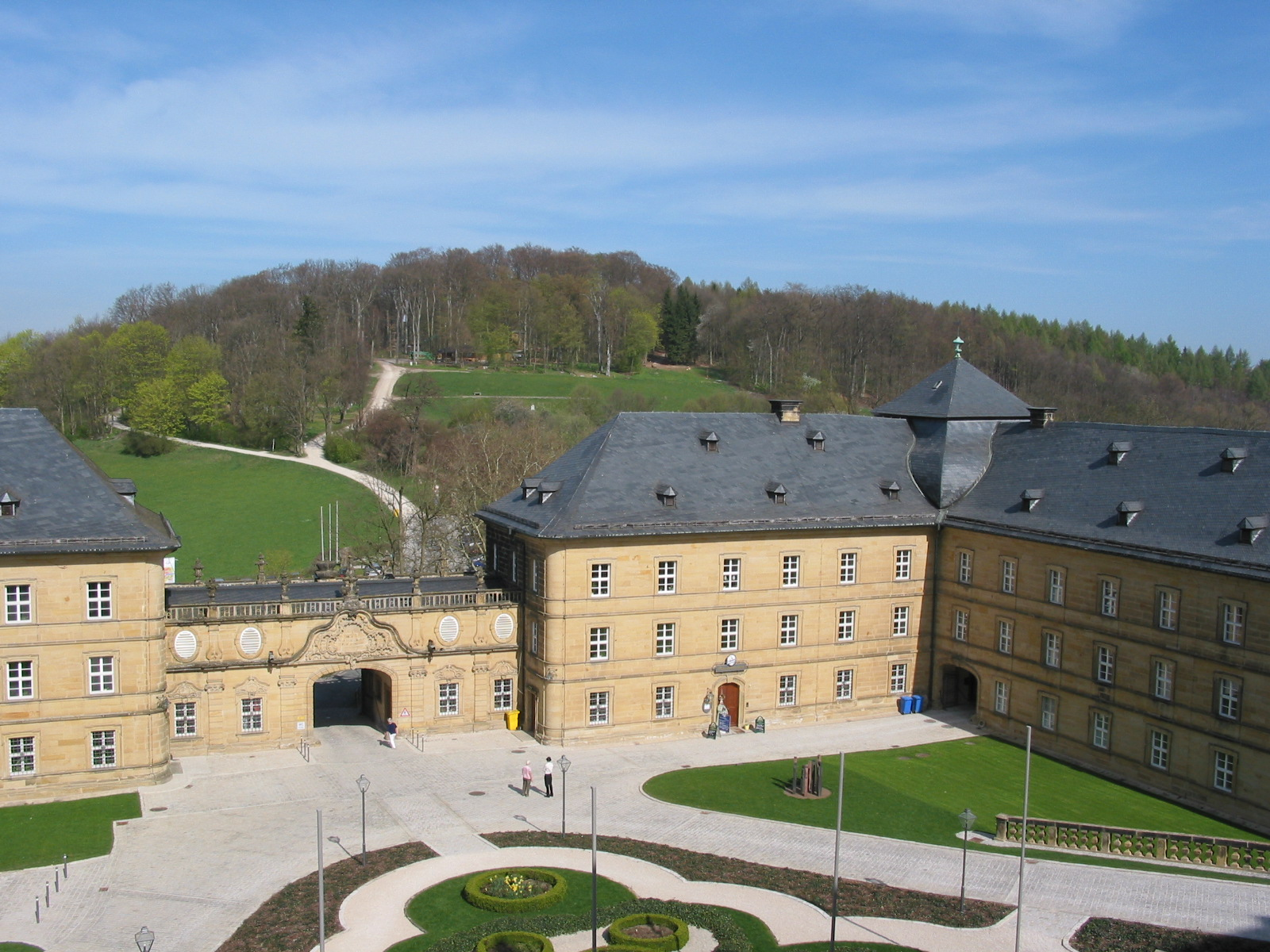
Cour intérieure
Au plafond une fresque de Melchior Steidl. Photo mars 2019.
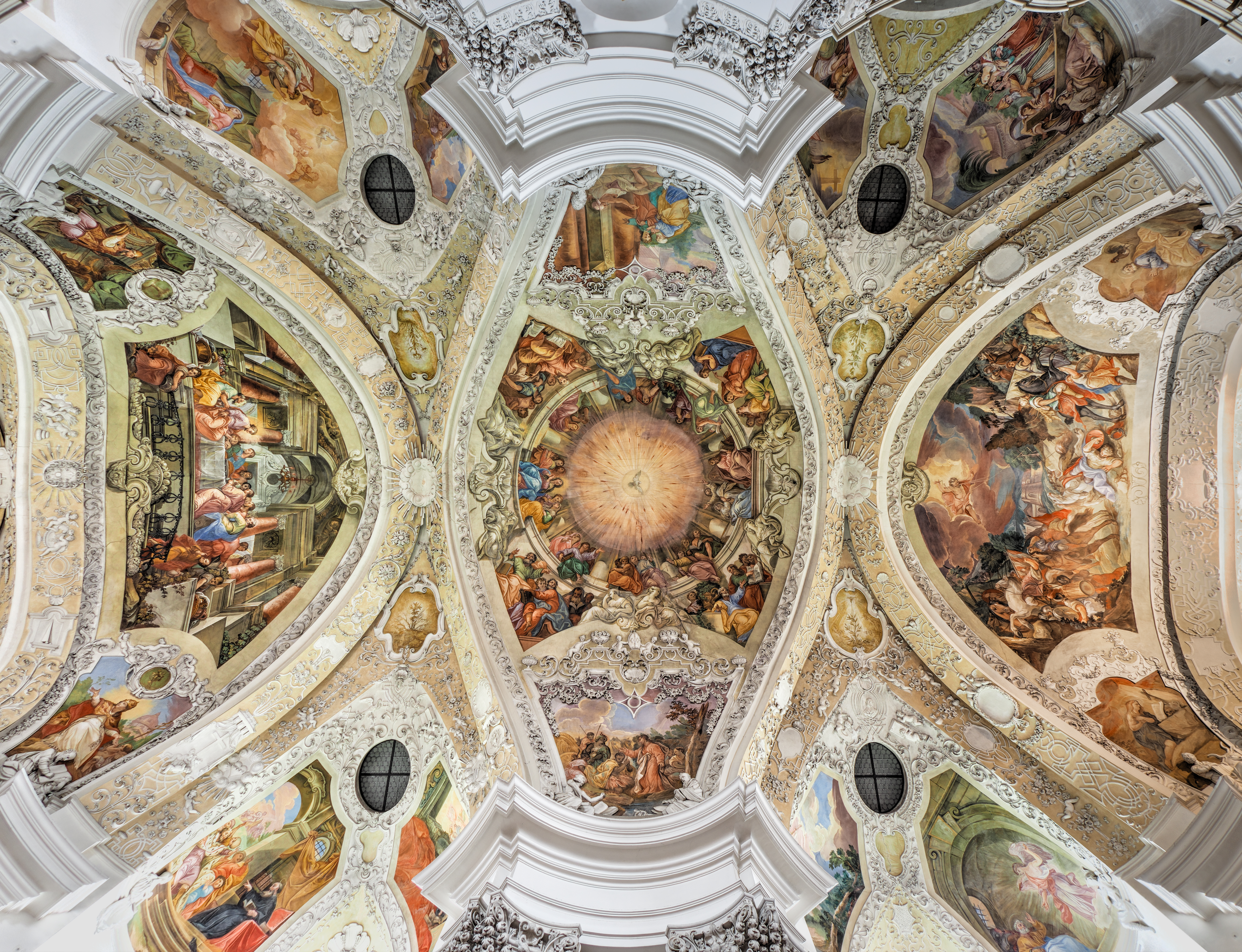
Autre plafond, toujours par Melchior Steidl. Photo mai 2019.
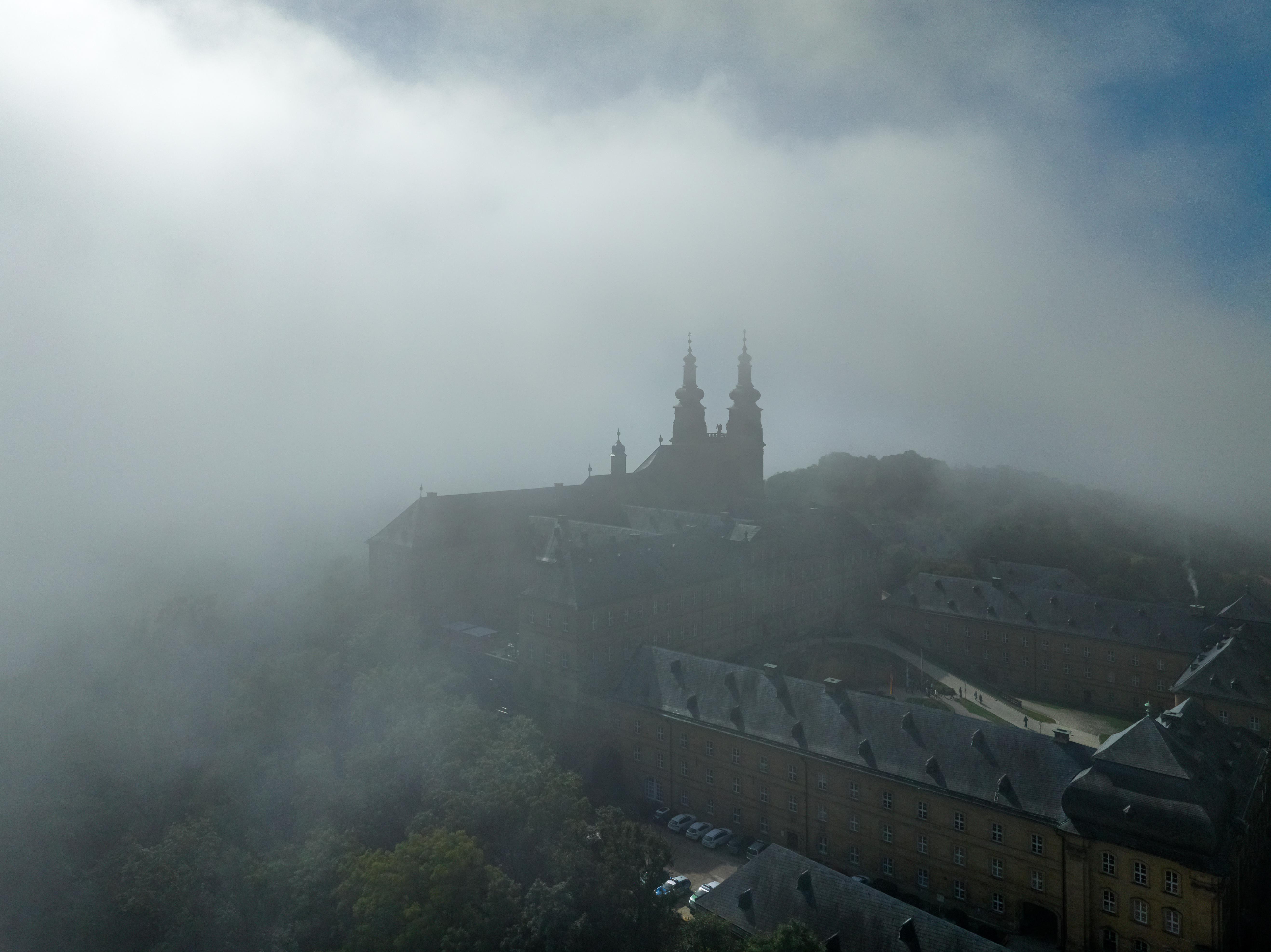
L'abbaye de Banz, prise d'un drone trempé dans le brouillard. Photo septembre 2022.